# 阿爾切達河
阿爾切達河是俄羅斯的河流，位於伏爾加格勒州，屬於梅德韋季察河的左支流，發源自伏爾加高地，河道全長167公里，流域面積2,050平方公里，河水主要來自融雪，河畔城鎮有弗羅洛沃。